# Hippophae litangensis
Hippophae litangensis — вид квіткових рослин з родини маслинкових (Elaeagnaceae). Поширення: Китай (Сичуань). Населяє схили пагорбів на висотах ≈ 3700 метрів.

## Біоморфологічна характеристика
Це кущ або невелике дерево. Молоді пагони волохаті; бічні колючки нерозгалужені. Листя чергове; листова пластинка лінійна, знизу запушена, білолуската, край загнутий. Плід жовтий або червоний, циліндричний, з 5–7 дрібними ребристими виступами, 6–8 мм. Насіння пряме, поздовжньо ребристе.